# Schabfigur

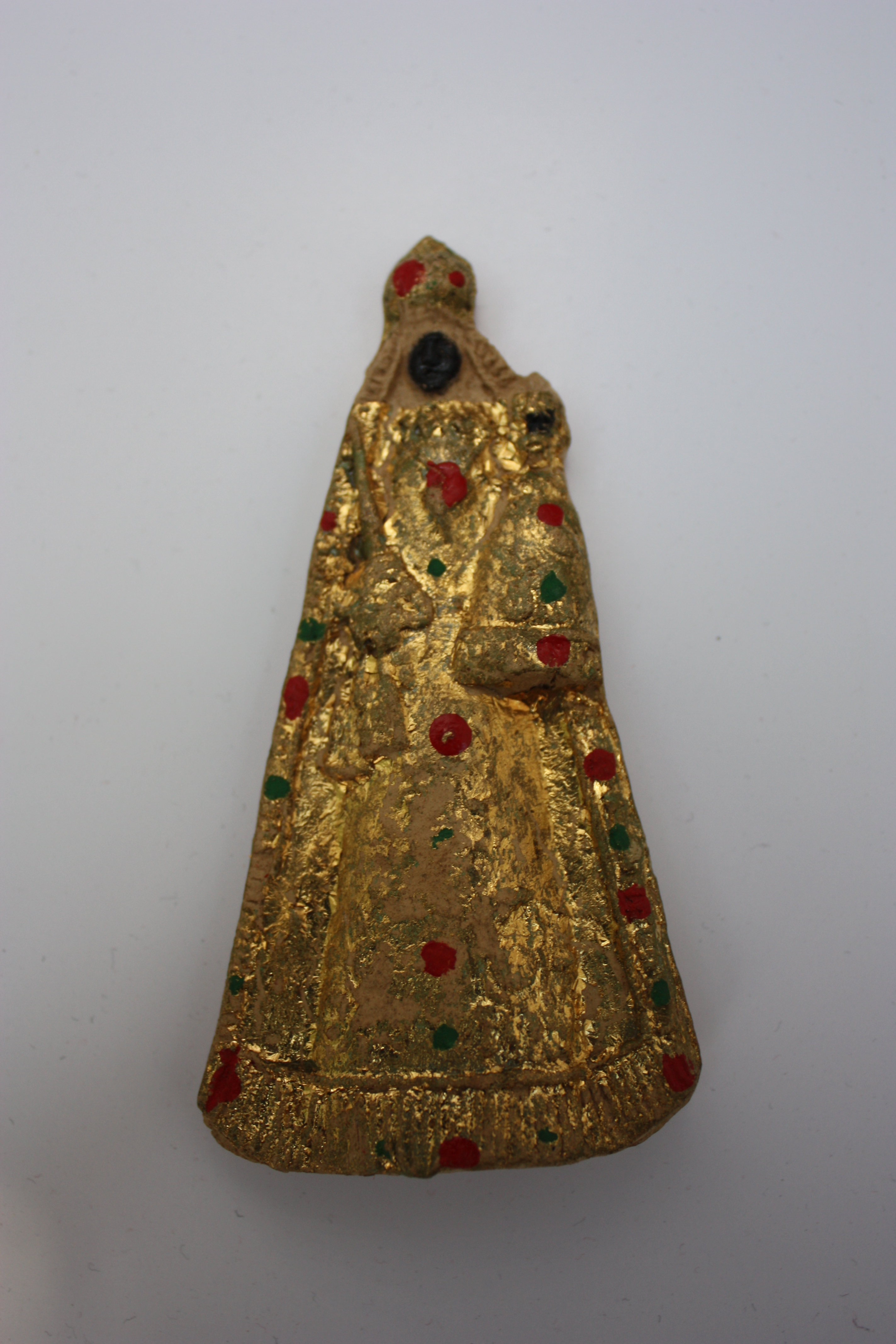
Schabmadonna des Gnadenbildes von Einsiedeln. Ton, Blattgold und schwarz-rot-grüne Punktierungen. 18. Jahrhundert.

Als Schabfiguren bezeichnet man Statuen von Heiligen, von denen Gläubige Material abschabten. Der so gewonnene Staub verfügte angeblich über heilsame Wirkung und wurde über Essen und Tierfutter gestreut. Kleine Madonnendarstellungen zu diesem Zweck nennt man Schabmadonnen.

## Wallfahrten
Die an diversen Wallfahrtsorten käuflichen Schabmadonnen aus Ton waren eine kleinere Kopie des jeweiligen Gnadenbilds. Bis ins 20. Jahrhundert berühmt waren die geschwärzten Schabmadonnen aus Altötting (die Verkleinerung der dortigen schwarzen Madonna) und jene aus Einsiedeln, vom Volk auch „Laicheibli“ genannt. Letzteren maß man besondere Heilwirkung für Menschen und Vieh zu, da deren Ton angeblich Erde und Mörtel aus der Gnadenkapelle sowie Reliquienpartikel beigemengt waren. Die in eine Feuersbrunst geworfene Figur sollte den Brand löschen. Auch von hölzernen Figuren wurden Späne abgehobelt, die mit Wasser aufgekocht und deren Sud als begehrtes Heilmittel getrunken wurde.

## Historische Erwähnung
In Griechenland schrieb man dem aus den Augen von Freskenfiguren abgeschabten Material besondere Heilkraft zu.
Im Mittelalter wurde das Abschaben des Statuenmörtels oftmals als Zauberpraktik geahndet. Aus dem Innsbrucker Hexenprozess wird berichtet, die „dirn Berbel genant die sol vil kunst wissen, und wie sy das rot von sant Christoffelsbild aschabt und etwan van des tüfels bild, zauber domit zu triben“. Über eine Südtiroler Urfehde aus dem Jahr 1507 heißt es, jemand habe bei einer Statue des hl. Christophorus „das gemel vnd gemewr tief mit ainem messer herausgestochen vnd den morter mit mir haimgetragen“. Laut einem Visitationsbericht aus Gröden von 1685 hätten unverheiratete schwangere Frauen das Bild des Teufels in einer Kirche abgekratzt und die Mauerrestchen mitgenommen, um so eine Fehlgeburt einzuleiten.
Von der wunderbaren Wirkung des Staubes vom Grabmal des hl. Martin berichtet Gregor von Tours:

„O du unbeschreibliche Mixtur! unaussprechliche Spezerei, Gegengift über alles Lob erhoben! Himmlisches Abführmittel, wenn ich mich des Ausdrucks bedienen darf, das alle ärztlichen Rezepte in den Schatten stellt, jedes Arom an süßem Duft übertrifft und stärker ist als alle Essenzen, das den Unterleib reinigt wie Skamoniensaft, die Lunge wie Ysop und den Kopf wie Bertramwurz, aber nicht allein die siechen Glieder wieder herstellt, sondern was viel mehr wert ist, die Flecken vom Gewissen reinigt.“

In der Einsiedler-Chronik von 1739 wird berichtet, die erblindete Priorin Josepha von Rottenberg aus St. Katharinenthal habe durch ein wenig Staub von irdenen Bildern ihr Augenlicht zurückgewonnen. Von Geldmünzen, die das Bild Mariens tragen, wurden Metallspäne abgefeilt und als Medizin eingenommen.
Der Brauch, Staub von Kultobjekten abzuschaben und zu essen, war auch in China und Tibet bekannt. Weitere Beispiele für rituelles Essen sind Schluckbildchen, Fraisensteine und sogenannte Schabsteine von Kultorten. Unter bestimmten islamischen Heilern ist es gebräuchlich, Koranverse mit Kreide auf eine Tafel zu schreiben, um sie dann mit Wasser abzuwaschen, das den Patienten zum Trinken gegeben wird.